# Hermine Lang-Laris
Hermine Lang-Laris (* 2. April 1844 in Wien, Kaisertum Österreich; † 3. Jänner 1919 ebenda) war eine österreichische Landschafts-, Blumen- und Stillleben-Malerin.

## Leben
Hermine Lang-Laris (geb. Lang), Tochter des Burg- und Schlosshauptmanns Josef Lang, war Schülerin von Remigius Adrianus Haanen und von Albert Zimmermann an der Wiener Akademie der Bildenden Künste. Sie lebte von 1898 bis 1913 in München (Adresse 1892 in Wien: Kärntnerring 2, 1010 Wien, Adresse 1919 in Wien: Sandwirtgasse 3–5, 1060 Wien; Adresse in München: Karlstraße 2). Ab 1863 war sie bei den Ausstellungen im Österreichischen Kunstverein und bei den Krakauer Kunstausstellungen mehrmals vertreten. Ab 1872 stellte sie als erste Frau regelmäßig erfolgreich im Wiener Künstlerhaus aus. Ihr Stil und die Wahl idyllischer Motive sowie die Pinselführung zeigt den Einfluss des Österreichischen Stimmungsimpressionismus und die Nähe zu Werken von Emil Jakob Schindler. Sie wurde als Mitglied der 1892 gegründeten Münchner Luitpold-Gruppe bezeichnet und war Mitglieder der Münchner Künstlergenossenschaft. Sie stellte 1893 ein Stillleben im Palace of Fine Arts auf der Weltausstellung in Chicago (World’s Columbian Exposition) aus.

## Werke und Ausstellungen (Auswahl)

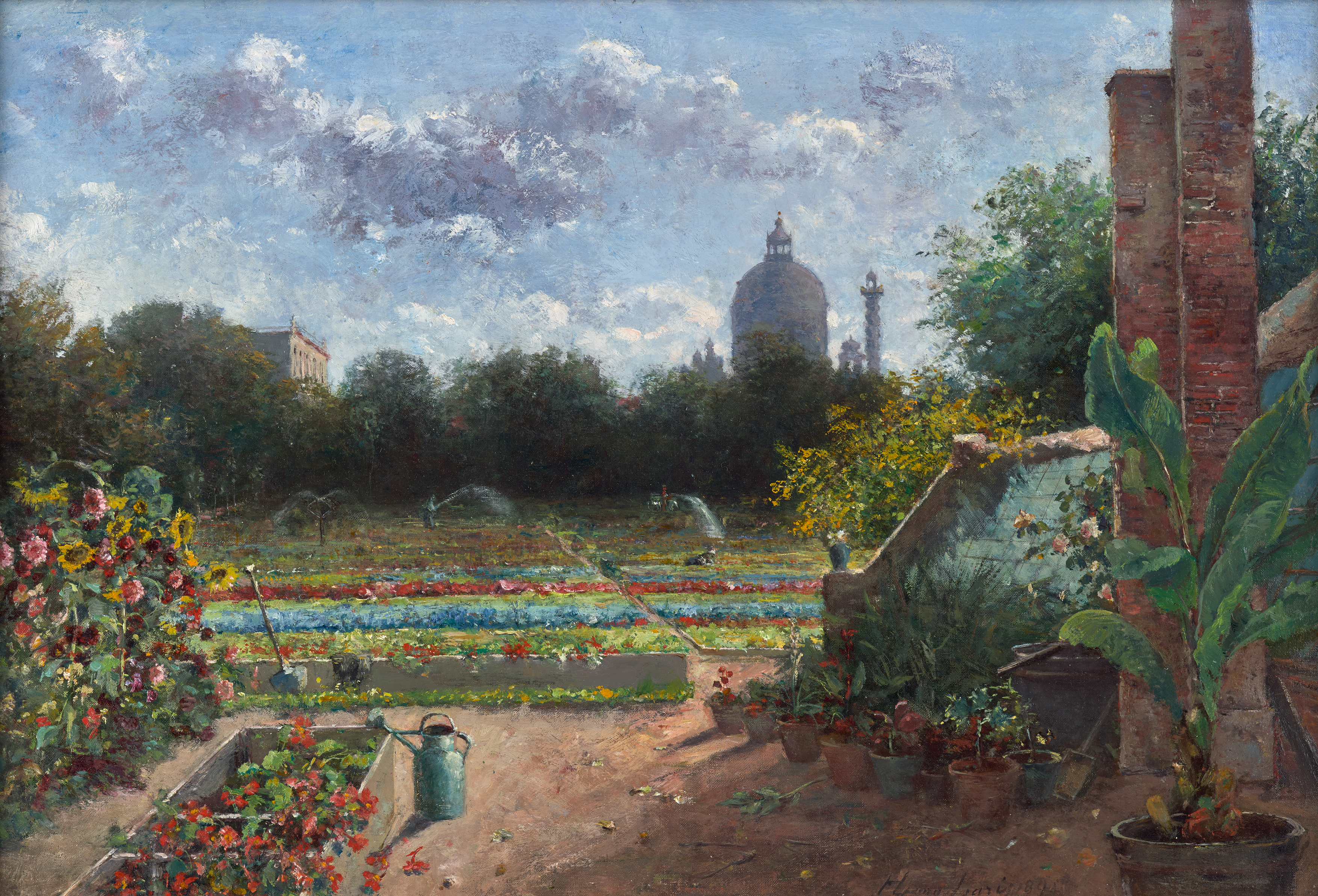
Der Botanische Garten in Wien (1891)

- 1863: Mond-Landschaft, Motiv aus Weidling in Lach, Partie bei Neuwaldegg, Aus der Umgebung Wiens, Landschaft bei Sonnenuntergang
- um 1870: Interieur mit Instrumenten
- 1891: Der Botanische Garten in Wien, Belvedere
- 1897: Stillleben, ehem. Hausgalerie Gesellschaft bildender Künstler Wiens

## Hermine Lang-Laris-Förderungspreis
Von 1922 bis 1927 wurde an österreichische Nachwuchskünstlerinnen jährlich ein Hermine Lang-Laris-Förderungspreis verliehen, resultierend aus einer Stiftung ihrer Schwester Ernestine Figdor von 3000 Kronen an das Wiener Künstlerhaus. Der Preis sollte jeweils am 2. April, dem Geburtstag der verstorbenen Künstlerin, an eine Wiener Malerin als Förderungspreis verliehen werden.
Preisträgerinnen
- 1920: Emma Bormann
- 1921: Bertha von Tarnóczy
- 1922: Marie Egner
- 1923: Lilly Charlemont
- 1924: Valerie Czegelka[9]
- 1925: Anna Walt-Kammerer
- 1926: Norbertine von Bresslern-Roth[10]
- 1927: Alice Focke[11]